# Ludwig Steub

Ludwig Steub

Ludwig Steub (* 20. Februar 1812 in Aichach; † 16. März 1888 in München) war ein deutscher Schriftsteller und Jurist.

## Leben

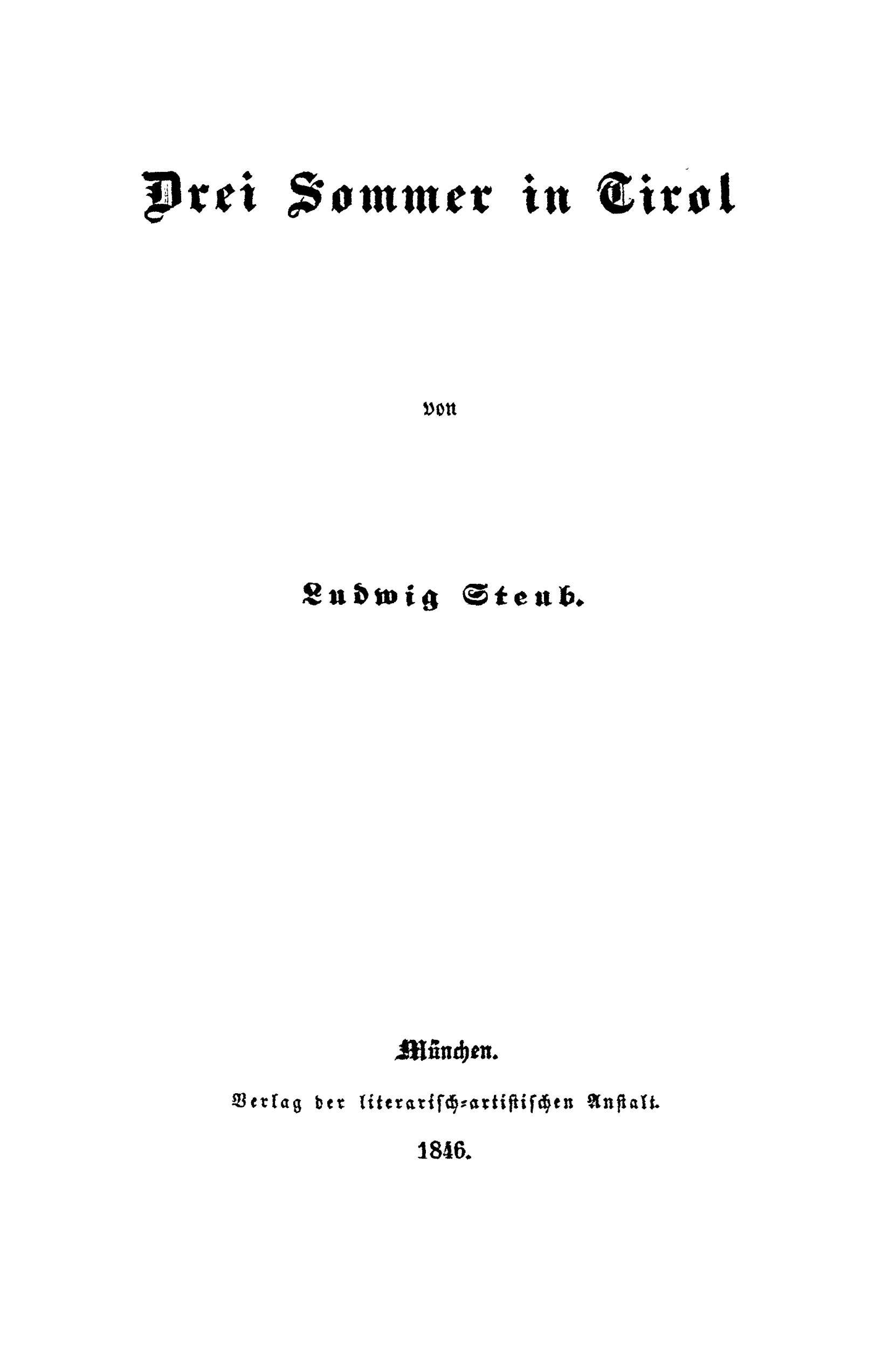
Drei Sommer in Tirol

Ludwig Steub wurde als Sohn des königlich-bayerischen Stiftungsadministrators des Landgerichtes Andreas Steub und der Josephine Steub (geb. Wacker) geboren.
Steub besuchte zunächst das (heutige) Wilhelmsgymnasium München und schloss es 1829 ab. Im Selbststudium lernte er mehrere Sprachen und studierte Philosophie und Philologie, bevor er zur Rechtswissenschaft wechselte. Gegen den Willen seiner Eltern wollte er nach Griechenland gehen, wo Otto I. König geworden war, und bewarb sich erfolgreich bei der dortigen Regierung, allerdings nicht wie von ihm gewünscht als Hochschullehrer oder Gouverneur, sondern als Regentschaftssekretär. Die in der dortigen Verwaltung tätigen Bayern waren in mehrere Lager gespalten und untereinander zerstritten; Steub versuchte sich aus diesen Konflikten herauszuhalten.
1845 ließ er sich als Rechtsanwalt in München nieder und bekleidete danach von 1863 bis 1880 das Amt eines Notars. Von  1837 bis 1885 war er Mitglied der Zwanglosen Gesellschaft München.
Als Steub im Januar 1866 in der Augsburger Allgemeinen Zeitung unter Bezug auf den Judenstein in Rinn (Tirol) darauf aufmerksam machte, dass die eucharistische Wallfahrt zur Grabkirche in Deggendorf („Deggendorfer Gnad“) auf einer Vertuschung der Judenpogrome von 1337 bzw. 1338 basiere, wurde er in eine ca. zehnjährige Polemik verwickelt, in der er seinen Standpunkt weiterentwickelte. Steubs Ansichten wurden letztendlich auch kirchlicherseits anerkannt, und 1992 wurde die Wallfahrt offiziell eingestellt.

## Anerkennungen

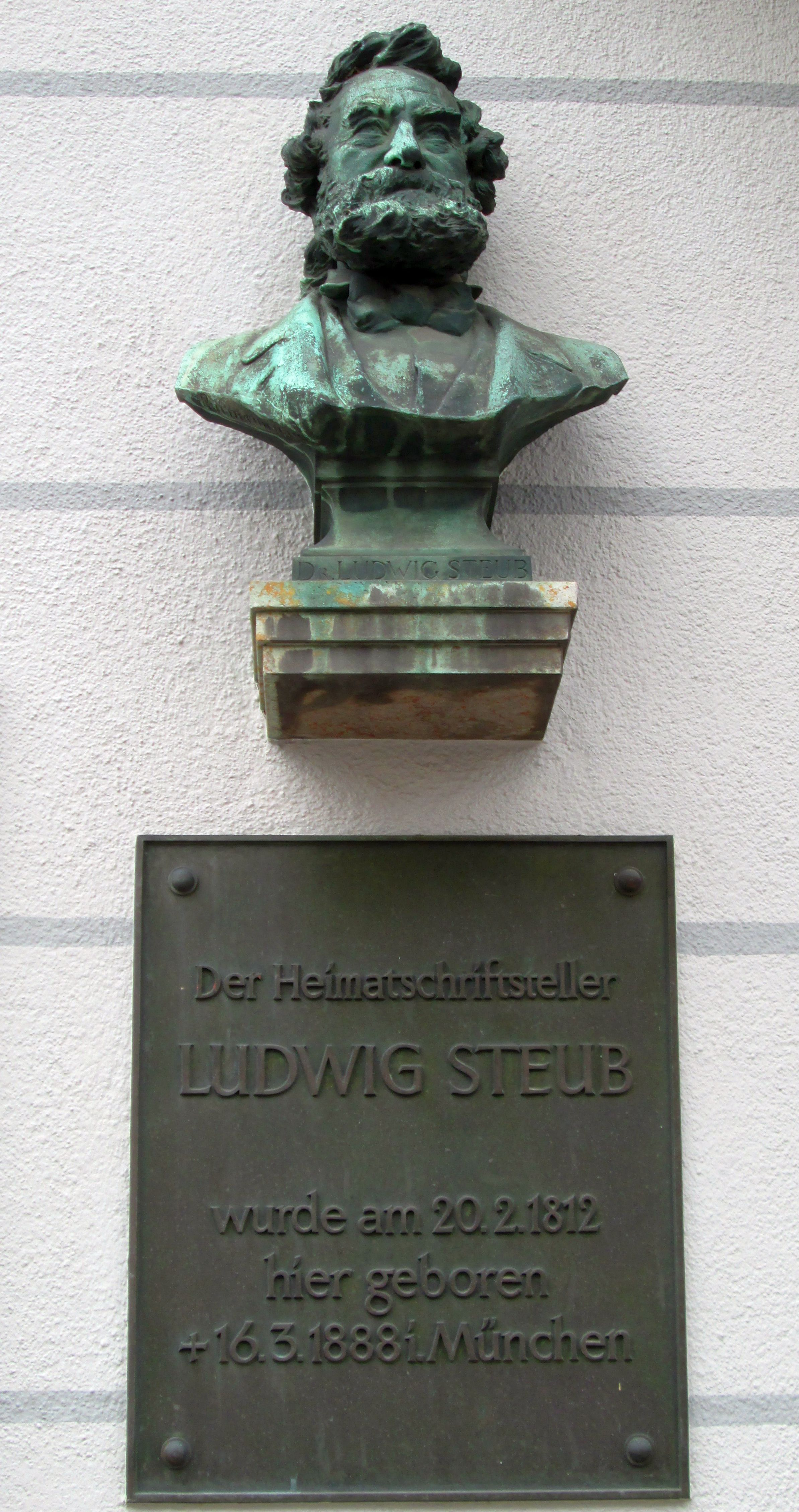
Aichach, Steubstr. 6: Denkmal für Ludwig Steub

- In Brixlegg, Tirol, erhielt Steub 1898 ein Denkmal.
- Seine Geburtsstadt Aichach benannte den Krautmarkt, wo er zur Welt kam, 1912 als Steubstraße.
- Am sogenannten Steubhaus in Aichach ist eine Gedenktafel angebracht.
- Einige Schulen tragen seinen Namen, unter anderem in seiner Geburtsstadt Aichach.
- Das Stadtmuseum Aichach bewahrt in der Geburtsstadt die Erinnerung, unter anderem mit der Sonderausstellung zum 200. Geburtstag Ludwig Steub – berühmter Sohn der Stadt Aichach – eine Spurensuche (7. Dezember 2012 – 9. Juni 2013).
- In Unterhaching ist eine Straße nach ihm benannt.

## Leistungen
Steub war ein Schriftsteller, der vor allem durch seine Schilderungen über das Land und die Sitten von Tirol als sein literarischer „Entdecker“ gilt. Zudem machte er sich als Pionier der Tiroler Ortsnamenforschung verdient, speziell in Bezug auf die rätische Sprache. Seine Reiseschilderungen und Erzählungen, die meist vom Alpenraum handeln, wurden auch später noch gelegentlich aufgelegt, wenngleich er schon lange zu den „vergessenen Schriftstellern“ gezählt wird. In seinen Werken ist ein antiklerikaler Ton bemerkbar, der sich gegen einen allzu selbstgefälligen Katholizismus, wie er ihn in Bayern erlebte, richtet. Nur mit seiner Hilfe gelang es der Spielgemeinschaft Ritterschauspiele Kiefersfelden in den Jahren 1860 bis 1868, den Fortbestand ihres Dorftheaters zu erhalten und zu sichern.   Durch Steubs Bücher wurde in Deutschland Sommerfrische zu einem üblichen Begriff.

## Werke
- Bilder aus Griechenland, 2 Teile, Leipzig: Brockhaus 1841 (Bd. 1 online – Internet Archive)
- Staatsdienstaspiranten, Novelle, 1841
- Über die Urbewohner Rätiens und ihren Zusammenhang mit den Etruskern, 1843
- Drei Sommer in Tirol, 1846 (grundlegend), Volltext auf Wikisource; 2. Auflage 1871
- Die alte Trompete in Es, Erzählung, 1848
- Das Seefräulein, Novelle, 1849 (veröffentlicht in den Fliegenden Blättern, Nr. 193–195/1849: Teil 1/3, Teil 2/3, Teil 3/3)
- Aus dem bayerischen Hochlande, 1850
- Novellen und Schilderungen, 1853
- Zur rätischen Ethnologie, 1854
- Deutsche Träume, Roman (über seine Jugendzeit), 1858 (online – Internet Archive)
- Das bayerische Hochland, 1860. – Volltext online
- Wanderungen im bayerischen Gebirge, 1862
- Der schwarze Gast. Erzählung aus den Tagen der tirolischen Protestantenfrage, 1863
- Herbsttage in Tirol, 1867. (Online bei ALO).
- Altbayerische Culturbilder, 1869. – Volltext online.
- Über deutsche und zunächst bayerische Familiennamen, 1869
- Die oberdeutschen Familiennamen, 1870
- Die Anfänge der Geschwister Rainer, 1872. – Volltext auf Wikisource
- —, Georg Kremplsetzer (Musik): Das Seefräulein, Lustspiel, 1873. – Volltext online. (Am 12. Mai 1868 am Residenztheater (München) erstaufgeführte Bühnenversion der 1849 entstandenen gleichnamigen Novelle).
- Die Römer in Deutschland, Lustspiel, 1873. – Volltext online
- Tirolische Miscellen, 1873–1875
- Kleinere Schriften, vier Bände, 1873–1875
  - Band 1: Reiseschilderungen, 1873. (Online bei ALO).
  - Band 2: Literarische Aufsätze, 1873. (Online bei ALO).
- Lyrische Reisen, 1878. (Online bei ALO).
- Onomatologische Belustigungen aus Tirol, 1879
- Rose der Sewi, Roman, 1879
- Gesammelte Novellen, 1881
- Sängerkrieg in Tirol. Erinnerungen aus den Jahren 1842–1844, 1882. (Online bei ALO).
- Mein Leben, Selbstbiographie, 1883
- Zur Namens- und Landeskunde der Deutschen Alpen, 1885. – Volltext online
- Bilder aus Griechenland. Altes und Neues., 1885
- Zur Ethnologie der Deutschen Alpen, 1887

## Auswahlband
- Ludwig Merkle (Hrsg.): Alpenreisen. Büchergilde Gutenberg, Frankfurt am Main 1978, ISBN 3-7632-2248-0.